# Nogalte
Nogalte es una pedanía de Lorca, municipio español situado en la Región de Murcia. Cuenta con una población de 29 habitantes y se sitúa al oeste del municipio, limitando con la provincia de Almería (Andalucía) por el Oeste. Limita con las pedanías de Zarzalico y Béjar al Norte, y con el municipio de Puerto Lumbreras por el Sur. Su economía se basa casi exclusivamente en la agricultura de secano, en la que destaca el almendro. La pedanía es atravesada por la rambla homónima.